# Шеллі Вінтерс
Ше́ллі Шрифт (англ. Shirley Schrift), у шлюбі Ві́нтерс (англ. Shelley Winters; нар. 18 серпня 1920, Сент-Луїс, США — пом. 14 січня 2006, Беверлі-Гіллз, США) — американська театральна, телевізійна і кіноакторка, двічі володарка премії «Оскар» за Найкращу жіночу роль другого плану. Автобіографістка.

## Життєпис
Шеллі Шрифт народилася 18 серпня 1920 в Сент-Луїсі, штат Міссурі в єврейській родині. Її батько, Джонас Шрифт, був дизайнером чоловічого одягу, а мати, Роза Вінтерс, співачкою. Коли їй було три, її сім'я переїхала в Нью-Йорк. Там вона займалася в акторській студії «Hollywood Studio Club», де її сусідкою по кімнаті була Мерилін Монро. Вона також відвідувала Шекспірівські курси Чарльза Лоутона і знамениту Акторську студію.

## Кар'єра
Вперше на екранах Шеллі Вінтерс з'явилася в 1943 у фільмі «Яка жінка!». Але першою зоряною роботою стала її роль у фільмі Джорджа К'юкора «Подвійне життя» (1947). Наступні ролі у фільмах «Вінчестер-73» (1950) і «Великий Гетсбі» (1949) додали акторці популярності, сильно піднявши її в Голлівуді. У 1951 за роль у фільмі «Місце під сонцем» вона була номінована на премію «Оскар» як «Найкраща акторка року». Хоча премію вона не отримала, Вінтерс привернула увагу багатьох голлівудських режисерів і зайняла міцне місце в американській кіноіндустрії.
У 1950-ті Вінтерс продовжувала активно зніматися. Найзначущішою в той час стала роль у фільмі Чарльза Лоутона «Ніч мисливця» (1955), а в 1960 роль у фільмі «Щоденник Анни Франк» Вінтерс отримала свій перший «Оскар» як «Найкраща акторка другого плану». Вона дотримала свою обіцянку, дану перед фільмом, і через 16 років після отримання нагороди передала «Оскар» в музей Анни Франк. Крім кіно, вона брала участь і в театральних постановках, в тому числі і на Бродвеї. У 1966 Вінтерс вдруге стала володаркою «Оскара» за «Найкращу роль другого плану» у фільмі «Клаптик синяви».

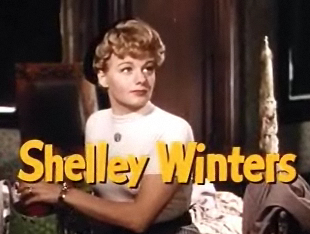
Шеллі Вінтерс

Наступними примітними її ролями стали Шарлотта у фільмі Стенлі Кубрика «Лоліта» (1962) і пасажирка Белла Роузен в «Пригода» Посейдона" (1972), яка принесла номінацію на премію «Оскар». Знаменитою театральною постановкою з її участю в той час стала п'єса Теннессі Вільямса «Ніч Ігуани».
На початку 1970-х акторка знялася в кількох психологічних трилерах, що відносяться до піджанру «геронтологічного трилера» (продовжують атмосферу «Що сталося з Бебі Джейн?»), найцікавіші її ролі в картинах «Що трапилося з Гелен?» (1971), і «Хто вбив тітку Ру?» (1971), а також в низькобюджетній кримінальній драмі Роджера Кормана «Кривава мама».
Аудиторії 1980-х Вінтерс відома за своїми автобіографіями і телевізійним ролям. Одним з останніх фільмів з її участю став «Портрет леді» в 1996, де вона зіграла дружину персонажа Джона Гілгуда. 
За багаторічну активну кінокар'єру Шеллі Вінтерс була удостоєна зірки на Голлівудській алеї слави.

## Особисте життя
Шеллі Вінтерс чотири рази була одружена:
- Капітан Мек Пол Мейер (1943-1948) хотів домашню дружину, успішна кар'єра акторки та її голлівудський спосіб життя призвели до розлучення.
- Вітторіо Гассман (1952-1954), народила дитину.
- Ентоні Франчоза (1957—1960).
- Джеррі ДеФорд (14 січня 2006, за годину до її смерті, старий приятель, з яким прожила до цього 19 років.

Шеллі Вінтерс померла 14 січня 2006 від паралічу серця в Центрі реабілітації в Беверлі-Гіллз у віці 85 років.

## Фільмографія
- 1944 — Дівчина з обкладинки
- 1947 — Подвійне життя / (A Double Life) — Пет Кролл
- 1950 — Френчі
- 1951 — Місце під сонцем / (A Place in the Sun) — Еліс Тріпп
- 1959 — Щоденник Анни Франк / (The Diary of Anne Frank) — Петронелла Ван Даан
- 1962 — Лоліта
- 1968 — Добрий вечір, місіс Кемпбелл / (Buona Sera, Mrs. Campbell) — Ширлі Ньюман
- 1977 — Дракон Піта
- 1977 — Велике вариво
- 1977 — Дуже дрібний буржуа / (Un borghese piccolo piccolo) — Амалія Вівальді
- 1979 — Елвіс
- 1986 — Загін «Дельта»